# Quận Echols, Georgia
Quận Echols là một quận trong tiểu bang Georgia, Hoa Kỳ. Quận lỵ đóng ở thành phố Statenville 6. Theo điều tra dân số năm 2000 của Cục điều tra dân số Hoa Kỳ, quận có dân số 3754 người 2. Năm 2007, ước tính dân số quận này là 4093 người.